# Jorge Silva Melo
Jorge Silva Melo (* 7. August 1948 in Lissabon; † 14. März 2022 ebenda) war ein portugiesischer Regisseur, Schauspieler, Kritiker, Übersetzer und Autor, der sowohl fürs Theater als auch für den Film arbeitete.

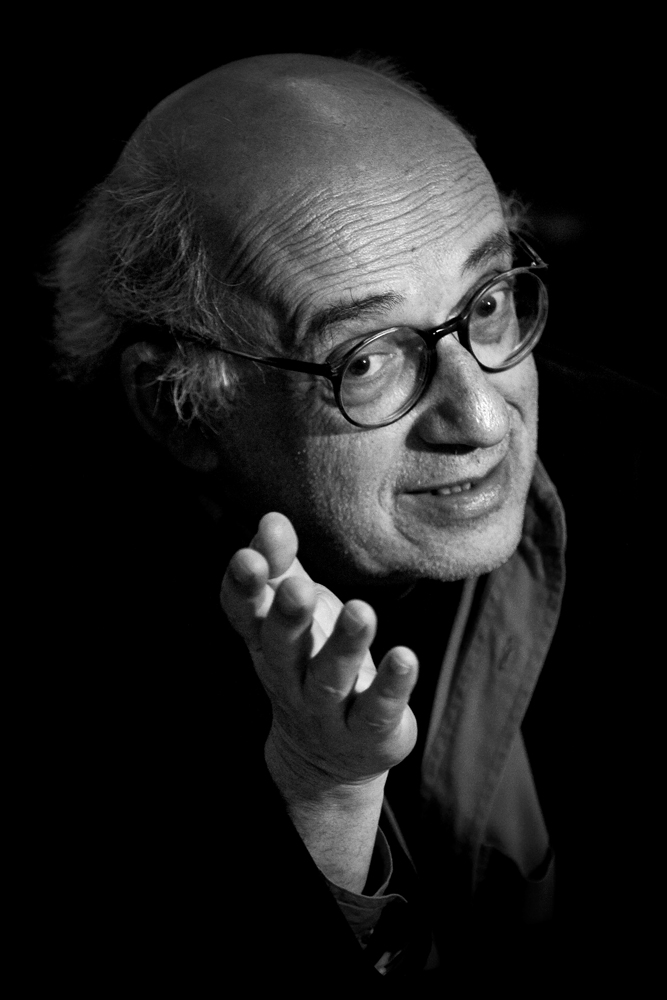
Jorge Silva Melo (2009)

## Leben
Während seines Philologie-Studiums an der Universität Lissabon (Abschluss in Romanistik) begann er, sich für Film und Theater zu interessieren. Er wurde Filmkritiker, zwischen 1966 und 1969 u. a. für die Tageszeitung A Capital und die Literatur- und Kunstzeitschrift Jornal de Letras, Artes e Ideias. 1968 war er Assistent von João César Monteiro bei dessen Film über Sophia de Mello Breyner Andresen. Seine erste Schauspielrolle hatte er in António José da Silvas O Anfitrião für die Theatergesellschaft Grupe Cénico de Letras.
1969 bis 1970 ging er mit einem Stipendium der Gulbenkian-Stiftung nach England an die London Film School. Im Anschluss war er Regieassistent bei verschiedenen Filmen, darunter einige Filme des Novo Cinema wie Perdido por Cem von António-Pedro Vasconcelos und Brandos Costumes von Alberto Seixas Santos. Danach wandte er sich verstärkt dem Theater zu. So gründete er 1973 mit Luís Miguel Cintra das Teatro da Cornucópia, welches schnell zu einem der einflussreichsten Theatern des Landes aufstieg. Seine erste Rolle als Schauspieler dort war Molières O Misantropo (Der Menschenfeind), inszeniert von Luis Miguel Cintra. 1974 spielte er dort in zwei Stücken von Marivaux, die seine ersten eigenen Inszenierungen waren. In der Folge inszenierte er dort weitere Stücke, etwa Terror e Miséria no III.Reich (Furcht und Elend des Dritten Reiches) von Bertolt Brecht, Pequenos Burgueses (Die Kleinbürger) von Gorki, Büchners Woyzeck, Ah Kiu von Jean Jourdheuil und B. Chartreux und mehrere Stücke von Franz Xaver Kroetz, so Alta Áustria (Oberösterreich) 1977 und Música Para Si (Wunschkonzert) 1978. Seine E não se pode exterminá-lo? betitelte Inszenierung eines auf „Karl Valentin“-Sketchen basierenden Stückes machte 1979 ein breites Publikum in Portugal mit dem Werk des Münchners bekannt und wurde in einer Regiearbeit von ihm und Solveig Nordlund als Mehrteiler vom Fernsehen übertragen.
Noch 1979 verließ Melo das Teatro Cornucópia. Er ging nach Berlin, an die Schaubühne, wo er 1980 bis 1981 u. a. mit Peter Stein bei Orestie und mit Michael König bei Woyzeck zusammenarbeitete. Danach ging er nach Mailand, wo er am Piccolo Teatro di Milano mit Giorgio Strehler bei dessen Inszenierung von Brechts Der gute Mensch von Sezuan mitarbeitete und dann an der Scala bei der Inszenierung der Oper Die Hochzeit des Figaro assistierte. Nachdem er zwischendurch einen Film gedreht hatte, für den er 1985 beim Filmfestival Venedig für einen Goldenen Löwen nominiert war, ging er nach Frankreich, wo er mit Jean Jourdheuil und Jean-François Peyret arbeitete, darunter 1986 bei der Inszenierung von Pietro Aretino und 1988 bei der Inszenierung von Heiner-Müller-Werken (La route des chars). 1988 spielte er nach längerer Zeit wieder selbst, in seiner Inszenierung von Heiner Müllers Quartett und Medeamaterial, beim Theaterfestival ACARTE 88.

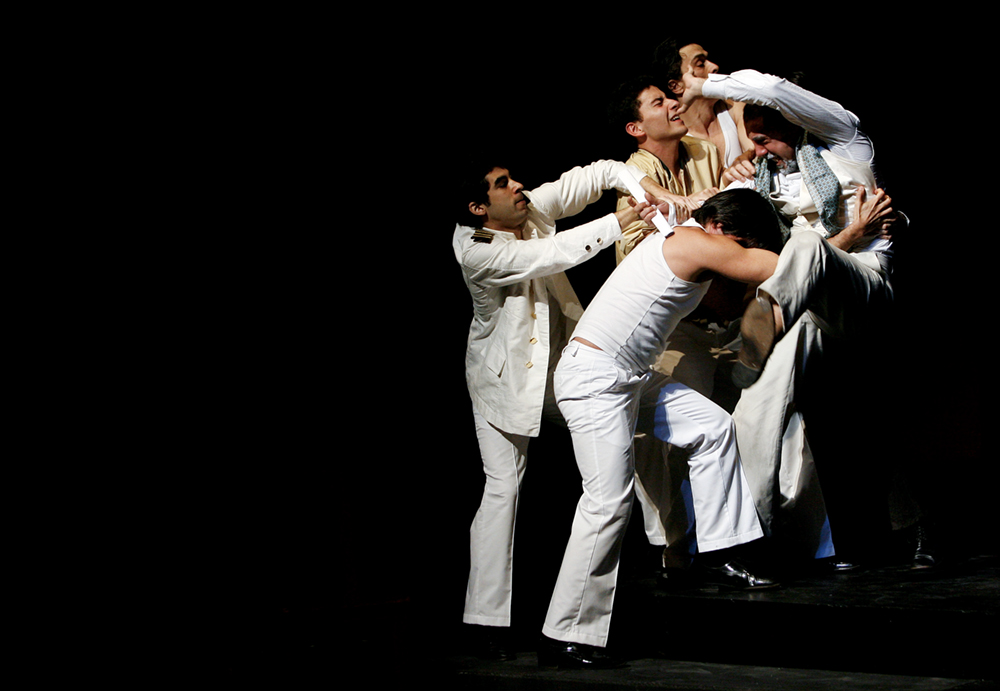
Proben zu Melos Inszenierung von Pirandellos „Esta Noite Improvisa-se“ am Teatro Nacional D. Maria II 2009

Ab 1989 betätigte er sich u. a. als Übersetzer und als Drehbuchautor für Nachwuchsregisseure, drehte außerdem einen Film und inszenierte am Theater (u. a. Greensleeves von Joyce Carol Oates, 1994 am Teatro Malaposta). 1993 hatte er, basierend auf Jules Vernes Roman Das Karpatenschloss, das Libretto für eine Oper geschrieben, die im gleichen Jahr Premiere an der Oper von Montpellier hatte, mit Musik von Philippe Hersant. 1995 stand er einem Seminar des Theaterfestivals ACARTE vor, aus dem der Text António, um Rapaz de Lisboa (dt.: Antonio, ein Junge aus Lissabon) entstand. Dessen Inszenierung wurde ein großer Erfolg und galt als wegweisend für das damalige portugiesische Theater. Das Stück wurde mehrmals neu aufgeführt und aus dieser Arbeit entstand die Initiative Artistas Unidos (dt.: Vereinte Künstler), einer Agentur, in der Melo eine enorme Energie entwickelte und eine Reihe Stücke auf die Bühne brachte, die Nachwuchsschauspielern neue Möglichkeiten öffneten. Zuerst eher locker organisiert, bezog der Verein ab 2000 eigene Räume (die ehemaligen Räume der Zeitung A Capital), und residierte seit August 2002 im Teatro Taborda. Basierend auf Stücken von Shakespeare, Kleist, Goethe und von ihm selbst, inszenierte er eine Vielzahl von Aufführungen in Portugal auf verschiedenen Theatern und Theaterfestivals (1997 Cacilhas, 1998 Almada), und er nahm 1998 mit einer inszenierten Lesung von Brecht-Texten im Convento do Carmo in Évora am internationalen Brecht-Kolloquium teil. Es folgten eine Vielzahl weiterer Produktionen und weitere eigene Inszenierungen (u. a. Sarah Kane, Harold Pinter, Herman Melville, Arne Sierens, Heiner Müller, Spiro Scimone). Auf der Bühne stand er dabei sehr selten selbst.
Er übersetzte zahlreiche Bücher und Bühnenstücke ins Portugiesische (u. a. Harold Pinter, Cervantes, Maxim Gorki, Willy Russel, Brecht, Spiro Scimone, Carlo Goldoni, Luigi Pirandello, Oscar Wilde, Georg Büchner, Lovecraft, Michelangelo Antonioni, Pier Paolo Pasolini, und Heiner Müller). Als Filmregisseur trat er nur noch selten hervor, mit einigen Dokumentationen über bildende Künstler und vereinzelt auch Spielfilmen, ebenso wurden seine Auftritte als Schauspieler generell sehr selten. Seine Hauptaktivität war nun die des Direktors der Artistas Unidos und deren Inszenierungen und Produktionen.
Er starb am 14. März 2022 im Hospital da Luz in Lissabon.

## Filmografie (Auswahl)
| - 1979: E não se pode exterminá-lo? (TV) - 1980: Passagem ou a Meio Caminho - 1985: Ninguém Duas Vezes - 1988: Agosto - 1993: Coitado do Jorge - 1997: A Entrada na Vida (Doku.) - 1999: A Marca de Bravo (Doku.) - 2002: António, Um Rapaz de Lisboa - 2004: Conversas com Glícínia (Doku.) - 2008: Álvaro Lapa: A Literatura (Doku.) - 2009:A Gravura: Esta Mútua Aprendizagem (Doku.) - 2009: A Felicidade (Kurzfilm) - 2009: António Sena - A Mão Esquiva (Doku.) - 2009:Bartolomeu Cid Dos Santos: Por Terras Devastadas - 2010: Ângelo de Sousa - Tudo o Que Sou Capaz (Doku.) - 2011: Ana Vieira: E O Que Não É Visto - 2013: A África de José de Guimarães (Doku.) - 2016: Ainda Não Acabámos: Como Se Fosse Uma Carta (Doku., auch Drehbuch) - 2017: Jogadores (TV) - 2017: Nikias Skapinakis: O Teatro Dos Outros (Doku.) - 2017: Fernando Lemos - Como, Não é Retrato? (Doku.) - 2019: O Tempo (TV) | - 1970: Quem Espera por Sapatos de Defunto Morre Descalço (Kurzfilm); R: João César Monteiro - 1979: E não se pode exterminá-lo? (TV); R: Solveig Nordlund - 1981: Silvestre; R: João César Monteiro - 1982: Conversa Acabada; R: João Botelho - 1982: Insel der Liebe (A Ilha dos Amores); R: Paulo Rocha - 1983: No Speaking (Kurzfilm); R: Luís Fonseca Fernandes - 1985: Der seidene Schuh (Le soulier de satin); R: Manoel de Oliveira - 1985: Vertiges; R: Christine Laurent - 1986: Uma Rapariga no Verão (nicht im Abspann); R: Vítor Gonçalves - 1987: Repórter X; R: José Nascimento - 1987: O Bobo; R: José Álvaro Morais - 1991: Swing troubadour; R: Bruno Bayen - 1992: Das Tripas Coração; R: Joaquim Pinto - 2010: Melancómico (TV-Serie, Folge: A Imaginação) | - 1980: Passagem ou a Meio Caminho (auch Regie) - 1985: Ninguém Duas Vezes (auch Regie) - 1987: O Desejado; R: Paulo Rocha - 1988: Agosto (auch Regie) - 1989: Um Passo, Outro Passo e Depois...; R: Manuel Mozos - 1992: Xavier; R: Manuel Mozos - 1993: Coitado do Jorge (auch Regie) - 1993: Longe Daqui; R: João Guerra - 2000: O Pedido de Emprego (Kurzfilm); R: Pedro Caldas - 2002: António, Um Rapaz de Lisboa (auch Regie) - 2004: Conversas com Glícínia (Doku., auch Regie) - 2008: Álvaro Lapa: A Literatura (Doku., auch Regie) - 2009: A Felicidade (Kurzfilm, auch Regie) - 2009: Ainda Não Acabámos: Como Se Fosse Uma Carta (Doku., auch Regie) - 2016: Sofia Areal: Um Gabinete Anti-Dor - 2017: A Fábrica de Nada; R: Pedro Pinho |

## Bibliografie
- António, Um Rapaz de Lisboa. Cotovia, Lissabon 1996, ISBN 972-8028-48-2.
- Paulo Rocha -o Rio do Ouro. Cinemateca Portuguesa, Lissabon 1996, ISBN 972-619-102-5.
- O Fim ou Tende Misericórdia de Nós. Cotovia, Lissabon 1997, ISBN 972-8423-02-0.
- Prometeu – Rascunhos. & Etc., Lissabon 1997, OCLC 55883084.
- José Maria Vieira Mendes, Manuel Wiborg, Jorge Silva Melo: Três Peças Breves. Cotovia, Lissabon 1999, ISBN 972-8423-71-3.
- O Navio dos Negros. Cotovia, Lissabon 2001, ISBN 972-795-032-9.
- Deixar a Vida. Cotovia, Lissabon 2002, ISBN 972-795-038-8.
- Século Passado. Cotovia, Lissabon 2007, ISBN 978-972-795-185-7.
- Fala da criada dos Noailles que no fim de contas vamos descobrir chamar-se também Séverine numa noite do inverno de 1975, em Hyères. Cotovia, Lissabon 2007, ISBN 978-972-795-218-2.
- Rei Édipo. Bico do Mato, Belo Horizonte, 2010, ISBN 978-989-8349-03-3.
- Da República e das Gentes. Bicho do Mato, Belo Horizonte, 2011, ISBN 978-989-8349-17-0.